# Кутновский уезд
Кутновский уезд — административная единица в составе Варшавской губернии Российской империи, существовавшая c 1837 года по 1919 год. Административный центр — город Кутно.

## История
Уезд образован в 1837 году в составе Мазовецкой губернии. С 1844 года — в Варшавской губернии. В 1919 году преобразован в Кутновский повят Варшавского воеводства Польши.

## Население
По переписи 1897 года население уезда составляло 82 499 человек, в том числе в городе Кутно — 11 250 жит.

### Национальный состав
Национальный состав по переписи 1897 года:
- поляки — 70 447 чел. (85,4 %),
- евреи — 9341 чел. (11,3 %),
- немцы — 1634 чел. (2,0 %),
- русские — 903 чел. (1,1 %),

## Административное деление
В 1913 году в состав уезда входило 12 гмин: 
| - Блоне — с. Островы, - Войтице — с. Бедльно, - Домбровице — пос. Домбровице, - Жихлин — пос. Жихлин, - Кржижанувск — с. Кржижанувск, - Кросневице — пос. Кросневице, | - Кутно — с. Рашев, - Миксталь — с. Ланента, - Опоров — с. Опоров, - Плецка-Домброва — с. Плецка-Домброва, - Рдутов — с. Рдутов, - Сойки — с. Стржельце. |